# المجلة الفيزيائية الفلكية
المجلة الفيزيائية الفلكية (بالإنجليزية: The Astrophysical Journal)‏ هي مجلة دورية علمية يراجعها خبراء تغطي مجالي علم الفلك والفيزياء الفلكية. أسَّسها الفلكيَّان الأمريكيَّان جورج إليري هيل وجيمس إدوارد كيلر في سنة 1895. تنشر شهرياً ثلاثة أعداد بطول 500 صفحة.
أصبحت تُنشَر سلسلة ملاحق المجلة الفيزيائية الفلكية منذ سنة 1953 مقترنة مع المجلة الفيزيائية الفلكية نفسها، والغرض منها هو تتمَّة مادة المجلة. تنشر المجلة ست مجلدات سنوياً، ويتألف كل مجلد من عددين ذوي 280 صفحة. كانت تنشر صحافة جامعة شيكاغو المجلة وسلسلة الملاحق كليهما للجمعية الفلكية الأمريكية لعقود، غير أن الناشر انتقلَ إلى معهد الفيزياء في شهر يناير من سنة 2009، متبعة خطى المجلة الفلكية - التي تصدرها الجمعية نفسها -، والتي كانت قد انتقلت بدورها إلى المعهد في سنة 2008. وقد فسَّرت الجمعية سبب نقل صَلاحِيَة النشر بالتزايد المستمر للمبالغ المالية التي تطلبها صِحافة جامعة شيكاغو مقابل النشر.

## محررون قدماء بارزون
- جورج إليري هيل (1895-1902).
- إدوين برانت فروست (1902-1932).
- إدوين هبل (1932-1952).
- سبرامنين جندر شيكهر (1952-1971).[3]
- روبرت كينيكت (1999-2006).